# Horemheb
Horemheb bio je posljednji faraon 18. dinastije. Vladao je od 1320. – 1290. pr. Kr. došavši na prijestolje nakon smrti Tutankamonova dvorjanina Aja.
Glavno obilježje njegove vladavine bio je povratak vojne moći Egipta, te njegove dominacije u Siriji i Nubiji. Ovaj faraon započeo je uništavanje svega što je podsjećalo na tzv. faraone iz Amarne. Nije imao sina koji bi ga naslijedio te je za nasljednika odabrao svoga vojnoga zapovjednika, budućeg faraona Ramzesa I. Njegova se grobnica nalazi u Dolini kraljeva, a ostala je nedovršena, vjerojatno zbog prerane faraonove smrti.